# Hot (cântec de Inna)
Hot este discul single de debut al cântăreței de origine română Inna. Piesa este primul single extras de pe albumul omonim.

Pentru promovare, două videoclipuri muzicale însoțitoare – cunoscute sub numele de „True Love Edit” și „Dancing in the Dark Edit” – au fost filmate de Florin Botea și lansate în 2008. Primul clip prezintă o dansatoare de club de noapte care primește felicitări de la o presupusă admiratoare, care apoi se dovedește a fi partenerul ei, în timp ce al doilea a fost menit să sublinieze imaginea.  Cântăreața a interpretat piesa în direct de mai multe ori, inclusiv la Eska Music Awards 2009, Sopot Hit Festival, MAD Video Music Awards și propriul ei concert Inna: Live la Arenele Romane în București.  Duo-ul de DJ olandezi Blasterjaxx a remixat, de asemenea, „Hot” pentru Ultra Music Festival 2016 la răspuns pozitiv.

## Lansări și clasamente
După câteva luni de înregistrări cu echipa Play & Win, cântecul „Hot” a avut premiera la  26 octombrie 2008 . La scurt timp, piesa a beneficiat de un videoclip, lansat în premieră pe pagina web radio21.ro, în noiembrie 2008. La finele anului 2008, clasamentele de specialitate din România confirmau succesul cântecului „Hot”, care ocupa prima poziție în Fresh Top 40 și Nielsen Airplay Chart. Concomitent, „Hot” a obținut locul cinci în ierarhia Romanian Top 100, surclasând șlagăre ale unor interpreți precum Rihanna, Morandi sau Blaxy Girls.

## Videoclipuri filmate
Fiind nemulțumită de prima variantă a videoclipului, Inna a hotărât de comun acord cu Roton să filmeze o nouă versiune pentru „Hot”. Într-un interviu acordat site-ului românesc agenda.ro, Inna a declarat: „După ce a aparut pe YouTube (primul videoclip – n.n.) comentariile n-au fost cele pe care le așteptam. Așa că am decis să refilmăm.” Noua versiune a avut premiera pe 19 decembrie 2008 și a început să fie difuzată la scurt timp de cele mai importante posturi de televiziune din România.

## Stilul muzical
Într-un interviu acordat site-ului Divercitycafe.ro, interpreta a declarat: „Genul muzical în care se înscrie piesa mea („Hot” – n.n.) este house cu influențe minimal, încercăm (ea și echipa Play & Win – n.n.) să adoptăm un stil comercial.”
Într-un interviu acordat cotidianului românesc Adevărul, muzicianul de origine spaniolă Federico Albert, a declarat: „Din punct de vedere muzical această melodie („Hot” – n.n.) este doar una în plus printre toate cele disco care au apărut în ultimul timp. Are ritm, este o melodie pe care poți să o asculți într-o discotecă sau la o petrecere, însă se aud foarte puține instrumente muzicale. Computerul își spune încă o dată cuvântul în această lume a muzicii.”

## Evoluția în clasamente
| Clasamentul (2008/2009)   | Poziția maximă | Referință |
| ------------------------- | -------------- | --------- |
| Bulgaria Singles Top 40 α | 27             | [ 10 ]    |
| Cehia                     | 1              | [ 11 ]    |
| City Music                | 1              | [ 12 ]    |
| Dance Trends Top 30       | 1              | [ 13 ]    |
| Dutch Dance Top 30        | 3              | [ 12 ]    |
| Europa Plus               | 1              | [ 14 ]    |
| Fajn Radio                | 1              | [ 12 ]    |
| Flandra                   | 6              | [ 15 ]    |
| Flass Radio Islanda       | 1              | [ 16 ]    |
| Fresh Top 40              | 1              | [ 4 ]     |
| Hit Fm Rusia              | 1              | [ 17 ]    |
| MAD Bulgaria Top 50       | 1              | [ 18 ]    |
| Maxima FM                 | 1              | [ 19 ]    |
| Nielsen Airplay Chart     | 1              | [ 4 ]     |
| Nrj HOT 30                | 1              | [ 20 ]    |
| Olanda                    | 4              | [ 15 ]    |
| Power FM                  | 1              | [ 21 ]    |
| Radio 538                 | 2              | [ 22 ]    |
| Romanian Top 100          | 1              | [ 5 ]     |
| Spania                    | 1              | [ 23 ]    |
| Ungaria                   | 1              | [ 23 ]    |
| Ukraine Top 40            | 1              | [ 24 ]    |
| Valonia                   | 8              | [ 15 ]    |

## Clasamente
| Chart (2008–2010)                     | Cea mai bună poziție |
| ------------------------------------- | -------------------- |
| Belgia (Ultratop 50 Flanders)         | 6                    |
| Belgia (Ultratop 50 Wallonia)         | 6                    |
| Brazilian Singles Chart (ABPD)        | 49                   |
| Canada (Canadian Hot 100)             | 97                   |
| Cehia (Rádio Top 100)                 | 3                    |
| Danemarca (Tracklisten)               | 13                   |
| Euro Digital Songs (Billboard)        | 6                    |
| Finlanda (Suomen virallinen lista)    | 14                   |
| Franța (SNEP)                         | 6                    |
| Franța (SNEP) Download Chart          | 5                    |
| Germania (Media Control Charts)       | 80                   |
| Global Dance Songs (Billboard)        | 6                    |
| Ungaria (Rádiós Top 40)               | 4                    |
| Ungaria (Dance Top 40)                | 1                    |
| Ungaria (Single Top 20)               | 8                    |
| Irlanda (IRMA)                        | 39                   |
| Italy (FIMI)                          | 33                   |
| Mexico Ingles Airplay (Billboard)     | 23                   |
| Olanda (Dutch Top 40)                 | 2                    |
| Olanda (Single Top 100)               | 4                    |
| Norvegia (VG-lista)                   | 14                   |
| Polonia (Dance Top 50)                | 37                   |
| Romania (Romanian Top 100)            | 1                    |
| Russia (Tophit)                       | 2                    |
| Slovacia (Rádio Top 100)              | 38                   |
| Spania (PROMUSICAE)                   | 1                    |
| Suedia (Sverigetopplistan)            | 14                   |
| Elveția (Schweizer Hitparade)         | 17                   |
| Turkey (Billboard)                    | 6                    |
| UK Dance (Official Charts Company)    | 1                    |
| UK Singles (Official Charts Company)  | 6                    |
| US Dance/Mix Show Airplay (Billboard) | 1                    |
| US Hot Single Sales (Billboard)       | 50                   |

| Chart (2008–2009)              | Poziție |
| ------------------------------ | ------- |
| Belgium (Ultratop 50 Flanders) | 75      |
| Belgium (Ultratop 50 Wallonia) | 76      |
| Netherlands (Dutch Top 40)     | 22      |
| Hungary (Rádiós Top 100)       | 18      |
| Russia (Tophit)                | 6       |
| Spain (PROMUSICAE)             | 15      |
| Ukraine (FDR)                  | 3       |

| Chart (2010)                             | Poziție |
| ---------------------------------------- | ------- |
| Belgium (Ultratop 50 Flanders)           | 86      |
| European Hot 100 Singles (Billboard)     | 46      |
| France (SNEP)                            | 29      |
| France Airplay (SNEP)                    | 43      |
| Italy (FIMI)                             | 87      |
| Switzerland (Schweizer Hitparade)        | 58      |
| United Kingdom (Official Charts Company) | 91      |

## Certificate primite
| Țara           | Certificatul |
| -------------- | ------------ |
| Danemarca      | Aur          |
| Italia         | Aur          |
| Marea Britanie | Argint       |
| Norvegia       | 3x Platina   |
| Spania         | Platina      |
| Suedia         | 2x Platina   |